# Прапор Романівського району
Пра́пор Рома́нівського райо́ну затверджений рішенням Романівської районної ради.

## Опис прапора
Прямокутне полотнище зі співвідношенням сторін 2:3, що складається із двох рівновеликих вертикальних смуг — червоної від древка і зеленої, на якому прямий жовтий хрест від краю до краю. Співвідношення ширини рамена хреста до висоти прапора 1:5.